# ألفرد ادمون بورجوازي
ألفرد ادمون بورجوازي هو سياسي كندي، ولد في 26 أكتوبر 1872 في كندا، وتوفي في 24 يناير 1939. حزبياً، نشط في الحزب الليبرالي الكندي. وقد انتخب عضو مجلس العموم الكندي.